# Lisímaco de Tracia
Lisímaco (griego: Λυσίμαχος Lysímachos; 360-281 a. C.) fue un oficial macedonio (y) diádoco, esto es, "sucesor" de Alejandro Magno, quien se convirtió en basileo (‘rey’) en 306 a. C., gobernando Asia Menor y Tracia (región de la Antigüedad que se extendía entre el mar Negro al este y Macedonia al oeste) durante 20 años.

## Biografía

### Reinado
Al igual que todos ellos, pasó los años peleando y aliándose con unos o con otros. En el año 301 a. C. se alió con Casandro de Macedonia y Seleuco I Nicátor (de Babilonia) en contra del general Antígono I Monóftalmos a quien vencieron en la batalla de Ipso. En el 288 a. C. invadió Macedonia y aliándose con Pirro de Epiro tomó prisionero a Demetrio a quien expulsó después. Demetrio se refugió entonces con Seleuco I Nikator, que ya era rey de Babilonia y Siria.

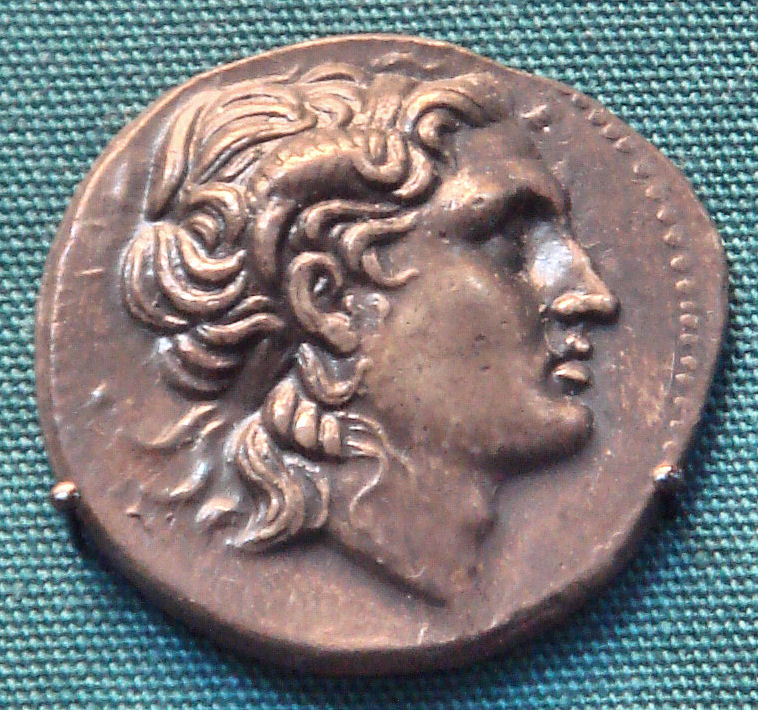
Efigie de Lisímaco en una moneda.

Se alió con el antiguo general Ptolomeo, rey a la sazón de Egipto, y se casó por segunda vez con una hija de este, llamada Arsínoe II Filadelfo. Lisímaco tenía ya un hijo llamado Agatocles. Arsínoe encizañó contra él asegurando que tramaba asesinar a su padre para acceder al trono. Fue tan persuasiva que finalmente Lisímaco hizo matar a su hijo Agatocles. Este acto provocó una gran sublevación que no le favoreció nada. Después de estos sucesos, Lisandra, la viuda de Agatocles huyó a la corte de Seleuco I, a quien persuadió para que se enfrentara con Lisímaco.
La ciudad de Pérgamo (en la región de Misia, al noroeste de la actual Turquía) creció en importancia cuando el general Lisímaco destinó la acrópolis para que se convirtiera en una fortaleza donde se guardarían sus tesoros. También engrandeció y fortificó la ciudad de Esmirna al oeste de la actual Turquía.

### Muerte
Murió en el 281 a. C., derrotado por Seleuco en la batalla de Corupedio. Alejandro, hijo de Lisímaco y una mujer odrisia y por tanto, hermanastro de Agatocles, consiguió convencer a Lisandra, viuda de Agatocles, para recuperar su cadáver. Lo enterró entre las ciudades de Cardia y Pactia, situadas en el Quersoneso Tracio.
A la muerte de Lisímaco, parte de Tracia pasó a engrosar el reino de Macedonia y la otra parte el de Asia Menor, de la dinastía seléucida.